# ФК Вараждин (2012)
Футболен клуб Вараждин (на хърватски: Nogometni klub Varaždin) е хърватски футболен клуб от град Вараждин.

## История
„Вараждин ШН“ е създаден през 2012 година, след като НК Вартекс е спрян от участие през втората половина на сезон 2011/12 поради висок финансов дълг. Законово рекордите и отличията на двата клуба се водят отделно от Хърватската футболна федерация. През 2015 година клубът промени името си на „НК Вараждин“, след като стария клуб се преименува на „ВШНК Вараждин“ и фалира.
Следователно това е напълно нов клуб, който не се явява пряк наследник на Вартес и Вараждин.
През 2018/19 година клубът печели Втората лига на Хърватия и добива правото да направи своя дебют в Първа лига, където в първото си участие 2019/20 завършва на 8-о място.

## Успехи
Хърватия
- Първа хърватска футболна лига:
  - 4-то място (1): 2024/25
- Друха хърватска футболна лига: (2 ниво)
  -  Шампион (1): 2018/19[2]